# Dmitri Soecharev
Dmitri Vladimirovitsj Soecharev (Russisch: Дмитрий Владимирович Сухарев) (Tsjkalovsk (nu Tadzjikistan), 25 december 1960) is een voormalig professioneel basketbalspeler die speelde voor de nationale teams van de Sovjet-Unie, GOS en Rusland. Hij werd Meester in de sport van de Sovjet-Unie, Internationale Klasse.
Hij studeerde af aan de Russische Staats Universiteit voor Lichamelijke Opvoeding, Sport, Jeugd en Toerisme (GTSOLIFK).

## Carrière
Soecharev begon zijn carrière bij Universiteit van Tasjkent in 1978. In 1982 begon Soecharev zijn profcarrière bij CSKA Moskou. Met CSKA werd Soechanov twee keer landskampioen van de Sovjet-Unie in 1983 en 1984. In 1984 keerde Soecharev voor een jaar terug naar de Universiteit van Tasjkent. In 1985 stapte Soecharev over naar Dinamo Moskou. In 1991 verliet Soecharev Dinamo en vertrok naar Klosterneuburg Dukes in Oostenrijk. Een jaar later in 1993 vertrok Soecharev naar Union Neuchâtel Basket in Zwitserland. In 1995 keerde Soecharev terug naar Dinamo Moskou. In 1996 stopte Soecharev met basketballen.

## Erelijst
- Landskampioen Sovjet-Unie: 2
  - Winnaar: 1983, 1984
- Landskampioen Rusland:
  - Tweede: 1996
- Wereldkampioenschap:
  - Zilver: 1990
- Europees kampioenschap:
  - Zilver: 1993
- Goodwill Games:
  - Brons: 1990